# Neocoridolon borgmeieri
Neocoridolon borgmeieri är en skalbaggsart som beskrevs av Julius Melzer 1930. Neocoridolon borgmeieri ingår i släktet Neocoridolon och familjen långhorningar. Inga underarter finns listade i Catalogue of Life.